# Teresa Solà i Vilà
Teresa Solà i Vilà (Palafrugell, 6 de novembre de 1886 - Sant Antoni de Vilamajor, 25 de febrer de 1979) fou una mestra catalana que va exercir la seva professió a diverses poblacions catalanes.
Va estudiar magisteri, seguint els passos dels seus pares. Es va llicenciar amb 21 anys i va aconseguir una plaça de mestra a l'escola de l'Albi (les Garrigues), on hi va exercir durant 7 anys.
El 1917 es va traslladar a Breda, on hi tenia vincles familiars. Va contraure matrimoni amb Josep Aragay, després d'enviudar, el 1934. Abans de la guerra civil i fruit del matrimoni amb Aragay, va poder establir vincles d'amistat amb personatges de la intel·lectualitat noucentista com: Carles Riba, Clementina Arderiu, Josep Obiols, Miquel Cardona, Xavier Nogués i Isabel Escalada que feien estades a la població del Montseny.
Després de la Guerra Civil, el matrimoni va ser represaliat. Teresa Solà va ser processada pel Juzgado Militar especial de Depuración de Funcionarios Civiles, situat a l'Auditoría de Guerra de Cataluña, i condemnada a 6 anys i 1 dia de presó major per, entre d'altres càrrecs, "mala conducta, ideología de izquierdas i sindicada en la F.E.T.E.".
Solà va ingressar a la presó de les Corts de Barcelona el 18 d'agost de 1939. En va sortir en llibertat provisional el 26 de febrer de 1941, però no va ser fins al 5 d'abril de 1944 que se li concedí la llibertat definitiva. En voler reincorporar-se a la vida laboral, ho hagué de fer impartint classes particulars a Breda, però va haver de cessar de fer-ne per les pressions de certes persones addictes al Règim. Finalment, va aconseguir tornar a exercir com a mestra a l'escola de Sant Antoni de Vilamajor, a més de 30 quilòmetres de Breda, per imposició de les autoritats. Va mantenir-se en actiu des del 1951 fins al 1957.
Posteriorment a la seva jubilació, va poder contribuir de manera decisiva en la creació del Museu Municipal Josep Aragay de Breda, tot aportant un important fons d'obres del seu difunt marit.
La població de Breda ret homenatge a la Teresa Solà i Vilà posant el seu nom als jardins que hi ha al costat del museu i que ocupen part del pati de l'escola de nenes d'on ella en fou mestra.